# Kemal Derviş
Kemal Derviş (pronunciació en turc keˈmal deɾviʃ; Istanbul, 10 de gener de 1949 - Washington DC, 8 de maig de 2023) fou un economista i polític turc, i antic cap del Programa de les Nacions Unides per al Desenvolupament. Fou condecorat pel govern del Japó per haver "contribuït a la integració de la política japonesa d'assistència al desenvolupament a través de les Nacions Unides" El 2005 va ser classificat en el lloc número 67 de la Top 100 Public Intellectuals Poll, dirigida per Prospect i revistes de política exterior. També fou vicepresident i director del programa d'Economia i Desenvolupament Global en la Institució Brookings.

## Primers anys
Derviş va néixer el 10 de gener de 1949 a Istanbul, Turquia de pare turc i mare holandesa-alemanya.

## Carrera
Com a Ministre d'Estat per a Afers Econòmics de Turquia, quan Bülent Ecevit era primer ministre, Derviş fou l'arquitecte del reeixit programa de recuperació econòmic de Turquia de tres anys endegat el 2001. Abans de ser anomenat per encapçalar el Programa de les Nacions Unides per al Desenvolupament (UNDP), fou membre del Parlament turc, i membre de la comissió conjunta dels Parlaments turc i europeu. Prèviament fou membre de la Convenció Europea.
Com a membre del Grup Consultiu en el Centre per al Desenvolupament Global, membre del Grup de Treball sobre Béns Públics Globals i de la Comissió Especial als Balcans i associat amb el Fòrum de l'Economia i Política Exterior d'Istanbul, Derviş tingué un paper destacat en l'enfortiment de les perspectives d'ingrés de Turquia a la Unió Europea.
Strobe Talbott anuncià que Derviş s'unia a la Institució Brookings el 30 de març del 2009 com a vicepresident i director del Programa de desenvolupament i economia global.
Era membre del comitè científic de la Fundación IDEAS, un think tank del Partit Socialista Obrer Espanyol.
Derviş estava casat amb la seva segona muller, Catherine Derviş, una ciutadana estatunidenca. Era també l'autor de Recovery from the Crisis and Contemporary Social Democracy, que va ser publicat el 2006.

## Estudis i carrera al Banc Mundial
Kemal Derviş obtingué una llicenciatura (1968) i un màster en economia per la London School of Economics (1970) a més d'un doctorat en economia per la Universitat de Princeton EUA (1973). Des de 1973 a 1976, fou membre de la facultat d'economia de la METU a Ankara, Turquia, i fou també un assessor de Bülent Ecevit durant i després de les seves principals obligacions ministerials. Des de 1976 a 1978, fou membre de la facultat, Departament d'Economia a la Universitat de Princeton.
El 1977, ingressà al Banc Mundial, on treballà fins que retornà a Turquia el 2001. Al World Bank, va ocupar diversos càrrecs, incloent-hi el de Cap de Divisió per a l'Estratègia Industrial i de Comerç i Director per al Departament d'Europa Central després de la caiguda de la Mur de Berlín. El 1996, es convertí en Vicepresident del Banc Mundial per a l'Orient Mitjà i Regió del Nord d'Àfrica i el 2000 ocupà el càrrec de Vicepresident per a la Reducció de Pobresa i Direcció Econòmica.
En el primer càrrec, Kemal Derviş coordinà el suport del Banc Mundial al procés de pau i reconstrucció dels Balcans (Bòsnia) i l'Orient Mitjà. En el segon càrrec, fou responsable dels programes globals del Banc Mundial i de les polítiques per combatre la pobresa i del Document d'estratègia per a la reducció de la pobresa (DERP), inicativa que tot just s'havia llançat. Fou també responsable de la coordinació operacional amb altres institucions, incloent-hi el Fons Monetari Internacional (FMI) i institucions de les Nacions Unides, sobre assumptes institucionals i de política internacional.

## Ministre d'Economia
Quan Derviş es convertí en ministre d'Economia de Turquia, el març del 2001, després d'una carrera de vint-i-dos anys al Banc Mundial, el país feia front a la seva pitjor crisi econòmica en la història moderna i les possibilitats de sortir-se'n reeixidament eren incertes. Derviş utilitzà la seva reconeguda independència i el suport de reformistes turcs i la societat civil per impulsar l'economia, a través d'un estricte pla d'estabilització, amb canvis estructurals de gran abast, com ara reformes bancàries que blindaven els bancs públics de les influències polítiques del moment. Derviş també reforçà la independència del banc central i, a través de reformes estructurals profundes, millorà l'agricultura, l'energia i el procés pressupostari. Aquestes reformes, i la seva reputació i contactes superiors en els EUA i Europa, l'ajudaren a mobilitzar 20 mil milions de dòlars en nous préstecs del Fons Monetari Internacional i el Banc Mundial. El creixement econòmic es va reprendre el 2002 i la inflació va caure des d'una mitjana de gairebé un setanta per cent durant els anys 1990 fins a un dotze per cent el 2003; els tipus d'interès caigueren i el tipus de canvi per a la lira turca s'estabilitzà.
Derviş dimití del seu càrrec de ministre el 10 d'agost de 2002 i fou elegit diputat al Parlament el 3 de novembre d'aquell any com a membre del principal partit de l'oposició, el Partit Republicà del Poble.

## Programa de Desenvolupament de les Nacions Unides
El 5 de maig, de 2005, l'Assemblea General de les Nacions Unides, que representava 191 països, confirmà unànimement confirmava Kemal Derviş com a Administrador del Programa de les Nacions Unides per al Desenvolupament (UNDP). Derviş començà el seu mandat de quatre anys el 15 d'agost de 2005. L'Administrador de l'UNDP és el tercer càrrec en importància de les Nacions Unides, després del secretari general i del vicesecretari general.
El 2009, decidí de no presentar-se a un segon mandat com a Administrador de l'UNDP.

## Honors
- Orde del Sol Naixent (Japó), 2009.[1]

## Obres selectes
- 2008 – "A Better Globalization: Legitimacy, Governance and Reform"
- 2006 – "Recovery from the Crisis and Contemporary Social Democracy"